# Lédat
Lédat település Franciaországban, Lot-et-Garonne megyében. Lakosainak száma 1430 fő (2022. január 1.). Lédat Casseneuil, Pailloles, Castelnaud-de-Gratecambe, Villeneuve-sur-Lot és Bias községekkel határos.

## Népesség
A település népességének változása:
| Lakosok száma | 481  | 674  | 747  | 1034 | 1332 | 1383 | 1398 | 1410 | 1416 | 1430 |
|               | 1968 | 1982 | 1990 | 2006 | 2013 | 2015 | 2017 | 2019 | 2020 | 2022 |